# Monte Aloya
El monte Aloya (en gallego Monte Aloia) es una cumbre de la sierra de Galiñeiro, en el noroeste de la península ibérica. La montaña está ubicada en el municipio español de Tuy, perteneciente a la provincia de Pontevedra, en Galicia. El espacio fue declarado sitio natural de interés nacional el 4 de julio de 1935 y parque natural el 4 de diciembre de 1978, con una superficie de 746 hectáreas. La vegetación está formada por matorrales y plantaciones de pinos. Tiene restos de la cultura castreña y elementos de interés etnográficos.

## Geografía
El monte Aloya presenta una topografía accidentada con una altitud que oscila entre 80 y 629 metros del Alto de San Julián, desde la que se domina un amplio tramo del río Louro y del río Miño hasta su desembocadura. Sus suelos son ácidos, de baja o media profundidad, de sustrato granítico que afloran a menudo dando lugar a rocas y pedregales, elemento característicos del paisaje de la región del Bajo Miño.

### Hidrografía
Está atravesado por varios arroyos entre los que se encuentran el arroyo de las Cabanas, el Deique y el de las Tabernas.

## Vegetación

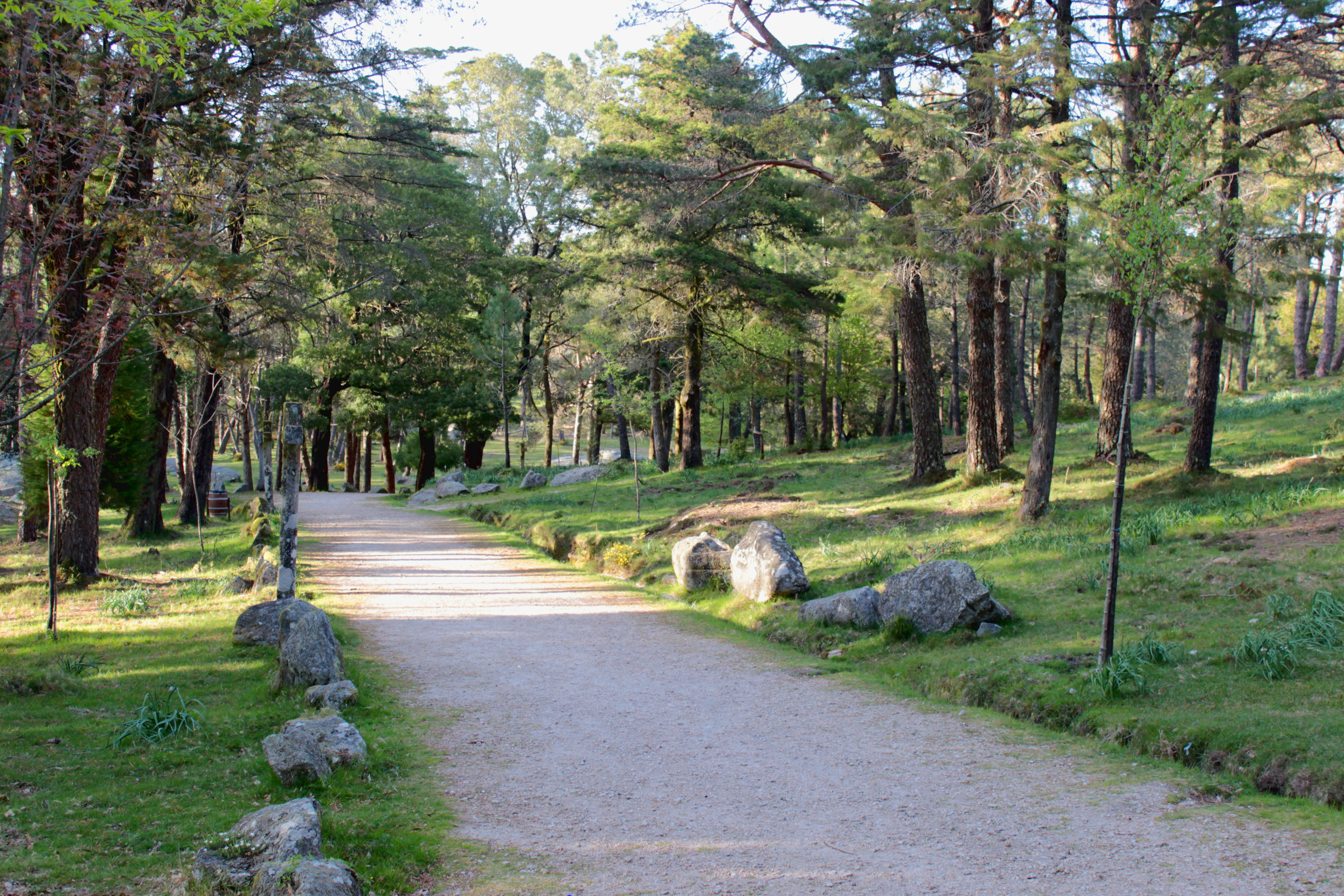
Un bosque de pinos.

Es abundante el matorral de tojo y de genista. Quedan algunos restos del bosque caducifolio autóctono como carballeiras, y vegetación de ribera. En 1910 comenzó la plantación de pinos (ródeno, silvestre y radiata) y se establecieron masas de árboles exóticos. Existe una «senda botánica» que muestra al visitante los elementos forestales sobresalientes del bajo Miño en general, y del parque natural en particular.

## Fauna
La más abundante es la típica de montaña interior:
- Mamíferos: jabalí, zorro, tejón, conejo, erizo, rata de agua, ardillas, garduños, murciélagos, caballos salvajes.
- Aves: perdiz pardilla, ratonero común, cuco, cernícalo común, cárabo común, diurnas, gavilán, azor, lechuza.
- Anfibios: tritón, salamandra .
- Reptiles: lagarto verdinegro.

## Historia
Se han encontrado rastros de Citania, un poblado castreño anterior a la romanización. Han aparecido restos prehistóricos, como molinos de mano o cerámica. También una interesante muralla ciclópea, de 1250 metros de longitud, que rodea la meseta superior. Algunos atribuyen el nombre de Monte Aloya a la presencia de la legión romana V Alaudae.
Ya en la época histórica hay constancia de la utilización que varias generaciones de tudenses hicieron del Monte Aloya como refugio contra las sucesivas invasiones de los romanos (se asocia con el monte Medulio de los autores latinos), árabes, normandos, franceses y portugués.
Se estableció como Sitio Natural de Interés Nacional por orden ministerial de 4 de julio de 1935. El Real Decreto 3160 del 4 de diciembre de 1978 lo declaró como parque natural. La tierra pertenece a la autoridad local menor de Pazos de Reyes y a la Comunidad Vecinal de Montes en mancomún de Rebordanes.
- El ingeniero forestal Rafael Areses inició las primeras plantaciones en Monte Aloya a principios de la segunda década del siglo XX.

- En 1916, España promulgó la primera ley de parques nacionales, que declaró por primera vez los parques de Ordesa y Covadonga. Junto a esta ley, se incluyó un nuevo protector denominado "Sitios Naturales de Interés Nacional", que incluyó la montaña Aloya de 200 hectáreas en 1935.

- En 1978, tres años después de la promulgación de la nueva ley de protección, nace el parque natural Monte Aloya, siendo el primero de Galicia. El parque natural en este momento ocupa un área protegida de 746 hectáreas.

- En 2004, según el Real Decreto de 2 de abril, también fue catalogada como zona de Especial Protección de los Valores Naturales, y se incorporó a la red Natura 2000 en diciembre del mismo año.

- En 1984, el traspaso de competencia del parque natural se traspasa a la Junta de Galicia.

## Monumentos y lugares de interés

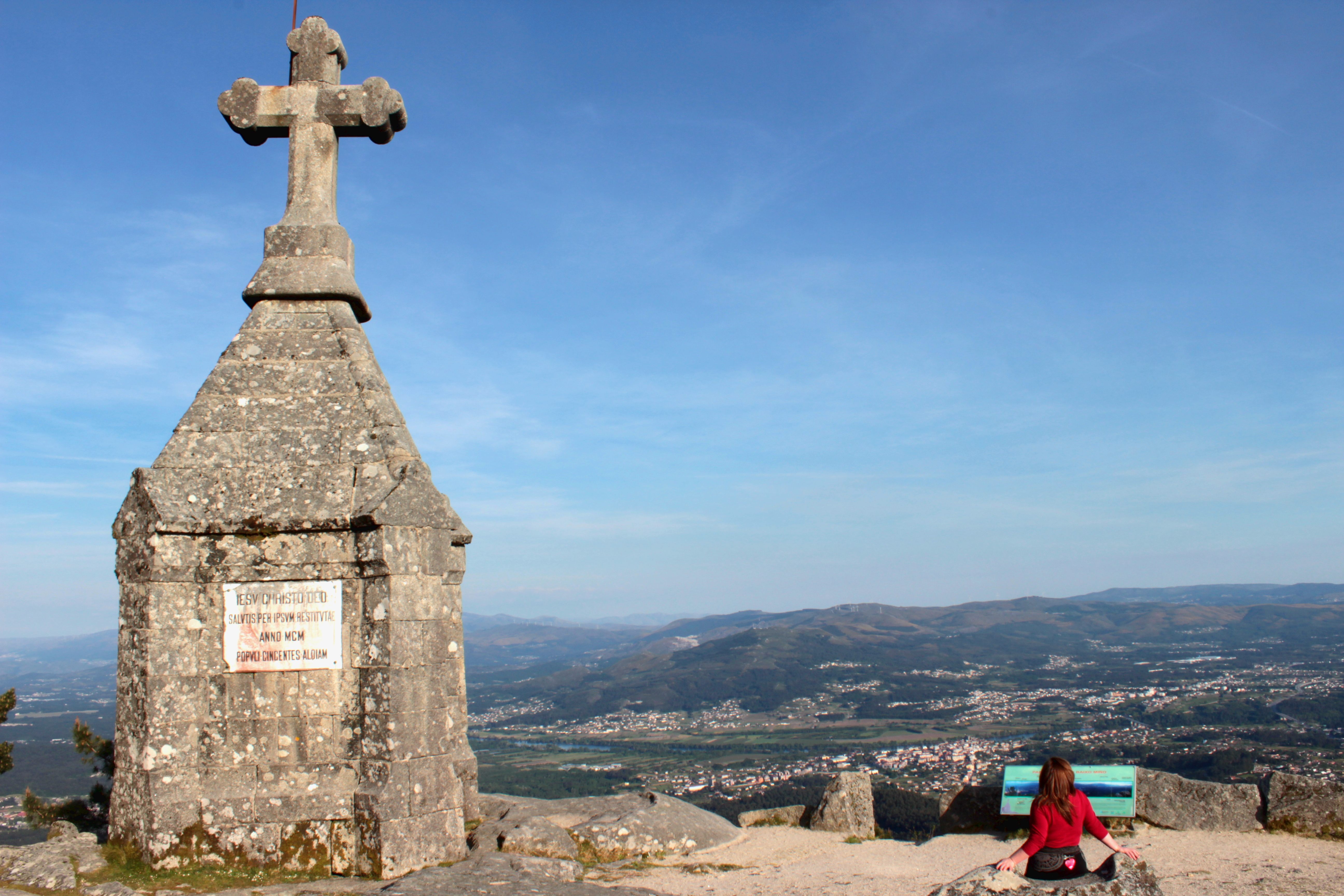
Cruz de San Julián.

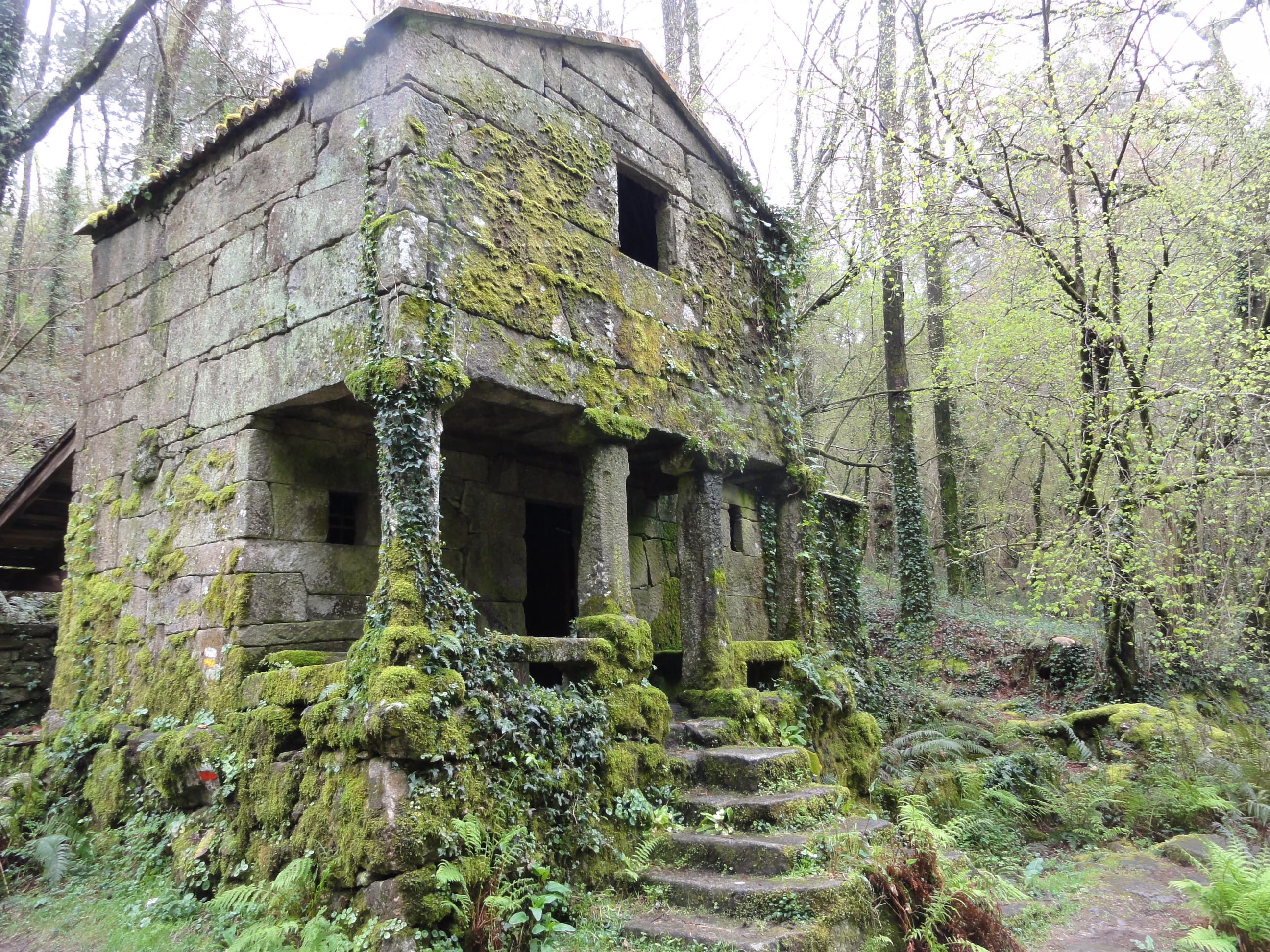
Molino de Piedra.

- Capilla de San Julián, reconstruida en 1713 sobre una iglesia románica. Ocupa el centro de una gran parte de la iglesia que por un lado parte de una escalinata de piedra hasta la fuente del santo y por el otro un Vía crucis que culmina con la Gran Cruz (1910).
- Casa forestal (1921) de curioso diseño realizado por el ingeniero de montes Rafael Areses.
- Monumento al ingeniero Areses.
- Nueva casa forestal y sede de la Junta Rectora.
- Miradores.
- Muralla ciclópea.
- Restos de la aldea pretohistórica en el «Alto de los Cubos».

## Tradiciones y leyendas
El primer domingo de julio se celebra el jubileo, una romería de gran afluencia, dedicada a la Virgen de las Angustias, en la ermita de San Julián (Pazos de Reyes). El primer domingo de agosto se celebra, así mismo, la romería de San Fins (Rebordanes). Rogativas: la imagen de San Julián es objeto de devoción en la región por sus virtudes taumatúrgicas (obtención de cosechas, curar enfermedades, etc.). Existen muchas leyendas que se refieren al monte: se dice que las yeguas de Aloya son fertilizadas por el viento, y en la cama de San Julián no crece la hierba. Todas ellas dan una idea del carácter mítico que tuvo siempre para los tudenses el monte Aloya, perdiéndose el rastro de su origen en la noche de los tiempos.